# 島村泰司
島村 泰司（しまむら やすし）は、日本の編集技師である。横浜放送映画専門学院（現・日本映画大学）卒業。三池崇史監督とのコラボレーションで知られる。

## 主な作品

### テレビ
- あきれた刑事（1987年-1988年）
- もっとあぶない刑事（1988年-1989年）

### 映画
- 『ザッツ・ロマンポルノ 女神たちの微笑み』（1988年）
- 『モンゴリアンB・B・Q』（1990年）
- 『凶銃ルガーP08』（1994年）
- 『極つぶし』（1994年）
- 『熱血ゴルフ倶楽部』（1994年）
- 『LEVEL』（1994年）
- 『麗霆”子 レディース!!総長最後の日』（1995年）
- 『ヤンキー烈風隊』（1995年）
- 『誘う女』（1995年）
- 『新宿黒社会 チャイナ・マフィア戦争』（1995年）
- 『新・悲しきヒットマン』（1995年）
- 『幻想 アンダルシア』（1996年）
- 『極道戦国志 不動』（1996年）
- 『麗霆”子 レディース!!MAX』（1996年）
- 『女賭博師花吹雪お涼』（1996年）
- 『鬼火』（1997年）
- 『岸和田少年愚連隊 血煙り純情篇』（1997年）
- 『すばらしき臨終』（1997年）
- 『極道黒社会 RAINY DOG』（1997年）
- 『柘榴館』（1997年）
- 『中国の鳥人』（1998年）
- 『蘇る金狼』（1998年）
- 『サソリ 女囚701号』（1998年）
- 『サソリ 殺す天使』（1998年）
- 『アンドロメディア』（1998年）
- 『岸和田少年愚連隊 望郷』（1998年）
- 『日本黒社会 LEY LINES』（1999年）
- 『DOA DEAD OR ALIVE 犯罪者』（1999年）
- 『サラリーマン金太郎』（1999年）
- 『皆月』（1999年）
- 『Codename:TOMOKO＜TOMOKO もっとも危険な女＞』（2000年）
- 『DOA2 逃亡者』（2000年）
- 『AUDITION オーディション』（2000年）
- 『漂流街 THE HAZARD CITY』（2000年）
- 『FAMILY』（2001年）
- 『ビジターQ』（2001年）
- 『天国から来た男たち THE GUYS FROM PARADISE』（2001年）
- 『荒ぶる魂たち』（2001年）
- 『殺し屋1』（2001年）
- 『カタクリ家の幸福』（2001年）
- 『金融破滅ニッポン 桃源郷の人々』（2002年）
- 『新・仁義の墓場』（2002年）
- 『ゼブラーマン』（2003年）
- 『着信アリ』（2004年）
- 『IZO』（2004年）
- 『ワースト・コンタクト』（2005年）
- 『妖怪大戦争』（2005年）
- 『東京ゾンビ』（2005年）
- 『インプリント ぼっけえ、きょうてえ』（2005年）
- 『46億年の恋』（2006年）
- 『太陽の傷』（2006年）
- 『龍が如く 劇場版』（2007年）
- 『スキヤキ・ウエスタン ジャンゴ』（2007年）
- 『探偵物語』（2007年）
- 『涙でいっぱいになったペットボトル カンペの手紙』（2007年）